# 하즈 1세 기라이
하즈 1세 기라이 또는 하즈 1세 기라이 천사왕(크림 타타르어: I Hacı Geray ۱خاجى كراى; Melek Hacı Geray, ملک خاجى كراى‎;)라고 불리는 이 칸은 바투의 아우 토카티무르의 후예로 크림 칸국을 건국한 초대 칸이다. 1449년 리투아니아와 폴란드의 지지로 크림의 칸에 즉위하였다. 또한, 메잉리 기라이의 아버지이기도 하다. 하즈 기라이는 킵차크 칸국에 대항해 모스크바 공국과 동맹을 맺고, 제노바에 대항해 오스만 제국과 동맹을 맺었다. 그가 죽은 뒤 권력 투쟁이 벌어져 나라 전역이 외침에 시달렸다.

## 같이 보기
- 크림반도
- 크림반도의 역사